# Moscano
Moscano is een plaats (frazione) in de Italiaanse gemeente Fabriano.
In het gebied rondom Moscano woonden Galliërs, getuige de teruggevonden necropolis. Na de Romeinse tijd was het gebied in handen van de Longobarden. In 1192 stonden de Attoni het gebied af aan de stad Fabriano.
De kerk wordt in 1237 voor het eerst vermeld als de San Pietro di Risano, dochterkerk van het klooster San Vittore. De kerk stond op het hoogste punt van Moscano. In 1445 kwam de kerk onder het klooster San Biagio te vallen, dat tot eind 18e eeuw de pastoor mocht benoemen. In 1876 was de kerk dermate verwaarloosd dat werd besloten om de kerk elders in het dorp te herbouwen als de San Pietro a Moscano. De aarbeving van 1997 bracht de kerk schade toe, maar eind 2000 werd deze heropend.
In de jaren 90 van de 20e eeuw werd de sacristie van de oude kerk gerestaureerd, waarbij twee 16e-eeuwse fresco's werden herontdekt.
Jaarlijks vindt in Moscano het Festa della Trebbiatura plaats.